# Jan Voß (Fußballspieler)
Jan Voß (* 26. September 1963) ist ein ehemaliger deutscher Fußballspieler, der in seiner Laufbahn für den BFC Dynamo und die BSG Stahl Brandenburg in der DDR-Oberliga spielte.

## Sportliche Laufbahn

### Gemeinschafts-, Club- und Vereinsstationen
Jan Voß stammt aus dem Nachwuchsbereich des BFC Dynamo, bei dem er seit 1974 spielte und unter Übungsleiter Kurt Zernecke organisiert mit dem Fußball begann. Nachdem der für den Männerbereich spielberechtigt war, kam er ab 1980 zunächst in der zweiten Mannschaft zum Einsatz. In der Spielzeit 1983/84 gewann er die Ost-Berliner Bezirksmeisterschaft und stieg mit der Reserve des BFC nach einer Qualifikationsrunde in die zweitklassige DDR-Liga auf. In der DDR-Liga-Saison 1984/85 bestritt Voß 28 der 34 Punktspiele und wurde mit 14 Treffern bester Torschütze seiner Mannschaft.
Sein erstes Spiel in der BFC-Oberligamannschaft absolvierte Voß bereits am 13. November 1982, als er zehn Minuten vor Spielende in der Pokalbegegnung beim FC Carl Zeiss Jena (2:4) als Mittelstürmer eingewechselt wurde. Obwohl er erst für die Saison 1985/86 offiziell für die Oberligamannschaft gemeldet wurde, bestritt Voß sein erstes Punktspiel in der höchsten Spielklasse bereits am 6. April 1983 im Ost-Berliner Lokalderby 1. FC Union Berlin – BFC (1:4) als Einwechselspieler. Mit zwei Einsätzen in der Saison 1982/83 war er an der fünften DDR-Meisterschaft des BFC beteiligt. Obwohl Voß nie Stammspieler in der BFC-Oberligamannschaft wurde, war er bis 1985 an zwei weiteren Meisterschaften beteiligt. Außerdem stand er als Einwechselspieler 1985 im DDR-Pokalfinale, das der BFC mit 2:3 gegen Dynamo Dresden verlor.
Nach 16 Oberligaspielen und drei Toren sowie zwei Europapokalspielen verließ Voß nach der Hinrunde der Saison 1985/86 den BFC Dynamo und schloss sich dem Oberliga-Konkurrenten BSG Stahl Brandenburg an. An der Havel bestritt Voß sofort zwölf der restlichen dreizehn Saisonpunktspiele und erzielte am 18. Spieltag sein erstes Punktspieltor für die BSG Stahl. 1986/87 etablierte sich Voß mit 24 Punktspieleinsätzen und vier Toren und bestritt auch alle vier UEFA-Pokalspiele der Brandenburger. Bis zum Sommer 1989 hatte er von 91 ausgetragenen Punktspielen 85 Begegnungen bestritten. In der Saison 1989/90 bekam Voß Konkurrenz durch den drei Jahre jüngeren Jens Pfahl, sodass er in den 13 Spielen der Hinrunde nur achtmal zum Einsatz kam und dabei nur viermal in der Startelf stand. Erst als der neue Trainer Eckhard Düwiger Voß zum Libero umfunktionierte, fasste er wieder Fuß und bestritt alle 13 Rückrundenspiele. Ende 1990 erlitt Voß einen Kreuzbandriss und Meniskusschaden, sodass er 20 Wochen ausfiel und in der Saison 1990/91, in der die Fußballmannschaft von Stahl Brandenburg zum Verein BSV Stahl gewechselt war, nur 14 Punktspiele bestreiten konnte.
Für die Saison 1991/92 hatte sich der BSV Stahl für die 2. Bundesliga qualifiziert, Voß gehörte weiterhin zum Kader. In dieser Saison mit vier verschiedenen Trainern und dauernd wechselnden Aufstellungen wurde Voß in 22 der 32 Punktspiele eingesetzt. Er spielte sowohl im Mittelfeld als auch im Angriff und kam auf zwei Tore. Am Saisonende stiegen die Brandenburger ab und spielten ab 1992/93 mit Voß in der drittklassigen Fußball-Oberliga Nordost. Voß stand auch noch in der Spielzeit 1993/94 im Aufgebot des BSV, der nun den Namenszusatz Stahl abgelegt hatte. Der BSV wurde zwar Staffelsieger, scheiterte aber in der Aufstiegsrunde zur 2. Bundesliga am FSV Zwickau. Von den vier Aufstiegsspielen bestritt Voß zwei Begegnungen als Mittelfeldakteur. Das Aufstiegsspiel Energie Cottbus – BSV (1:3), bei dem Voß in der 43. Minute einen Feldverweis erhielt, war sein letztes Spiel für den ehemaligen Europacupteilnehmer.
Nach einer kurzen Stippvisite beim SV Schwarz-Rot Neustadt (Dosse) war er in der Premierensaison der drittklassigen Regionalliga Nordost im NOFV-Bereich am Ball: Für den FSV Optik Rathenow traf er 1994/95 in 21 Partien dreimal. Als letzte Station als Spieler wird für Voß der SV Rot-Weiss Kyritz in einigen Quellen genannt.

### Auswahleinsätze
In den Jahren 1984 und 1985 gehörte Voß zum Kader der DDR-Nachwuchsnationalmannschaft. Nach seinem Debüt in dieser Auswahl des DFV am 3. April 1984 in Potsdam gegen Polen (0:2), bei dem er nach 65 Minuten für Hardy Duckert eingewechselt wurde, bestritt der BFC-Angreifer drei weitere U-21-Länderspiele bestritt.

## Weiterer Werdegang
Voß kehrte später zum BFC Dynamo zurück. Dort war er in verschiedenen Funktionen tätig, unter anderem als Zeugwart des Vereins.